# Norma Zambrana
Norma Zambrana Siles (Cochabamba, 11 aprile 1957) è un'ex cestista boliviana.
È la sorella di Corina Zambrana.

## Carriera
Con la Bolivia ha disputato i Campionati mondiali del 1979.